# Porcostoma dentata
Porcostoma dentata is een straalvinnige vissensoort uit de familie van zeebrasems (Sparidae). De wetenschappelijke naam van de soort is voor het eerst geldig gepubliceerd in 1908 door Gilchrist & Thompson. In het Engels staat de vis bekend als de Dane.

## Kenmerken
Het is een oranjerode vis met aan de bovenkant een donkerpaarse streep tussen de ogen. Ook op de flanken is er een streep. De buitenste randen van de buik en de anaalvinnen zijn wit. De vis wordt zo'n 15 cm tot maximaal 1 kg zwaar en 30 cm lang. Er zijn 4 - 6 opvallende tanden in de kaak.

## Verspreiding en leefgebied
De vis komt voor aan de oostkust van Zuid-Afrika noordwaarts vanaf Port Elizabeth. 
De vis komt vooral voor bij riffen die ongeveer 20 – 100 m diep zijn en de deen eet vooral krabben, garnalen en andere kleine organismes.